# Zabelê
Zabelê là một đô thị thuộc bang Paraíba, Brasil. Đô thị này có diện tích 109,364 km², dân số năm 2007 là 1968 người, mật độ 18 người/km².